# Götz László
Götz László (Halastópuszta, 1934 – Sankt Pölten, 1992) orvos, autodidakta nyelvtörténész. Fő műve a Keleten kél a Nap c. ötrészes tanulmánygyűjtemény.

## Életrajza
A Tapolca melletti Halastópusztán született 1934-ben. Édesapja  a Veszprémi Püspökség uradalmi intézője volt. Szüleivel 1940-ben Sümegre költöztek, itt végezte alsóbb és középiskoláit. Érdeklődésének sokoldalúságával már fiatalon kitűnt. 16 évesen Miltont olvasott, s elmélyült az asztrofizikában. Történelemben való jártasságát, olvasottságát tanárai is felismerték.
Mivel azonban „osztályidegen”-nek számított, és beállítottsága sem volt megfelelő, nem juthatott be a bölcsészkarra. Helyette orvostant hallgatott Pécsett. Az 1956-ot követő megtorlás elől ötödévesen  Ausztriába menekült, folytatva tanulmányait. Mivel még nem beszélt jól németül, a belgyógyászat  professzora engedélyezte számára, hogy latin nyelven tegye le a vizsgát. Az oklevelet Bécsben kapta meg, s végül letelepedési helyén, az alsó-ausztriai St. Pöltenben  szerzett bőrgyógyász szakorvosi képesítést.
Itt kezdett el – hivatása gyakorlása mellett – a korai magyar történelemmel foglalkozni. A hatvanas évek  közepén egy osztrák napilap a TASZSZ hírügynökségre hivatkozva közölte a hírt: sumér hajót ástak ki a dél-urali régióban. A hír hatására kezdte magát beleásni az archeológiai, nyelvészeti és magyar őstörténeti szakirodalomba, s látókörét szélesítendő, Bécsben beiratkozott az egyetem bölcsészkarára.
Az 1970-es évek elején megismerkedett László Gyulával, aki huzamosabb ideig Bécsben tartózkodott a nagyszentmiklósi kincs ismételt vizsgálatára. Götz szemléletére a professzorral való kapcsolat nagy hatást gyakorolt. Hasonlóan jelentős segítséget nyújtott számára az ugyancsak Ausztriában élő nyelvész, Csőke Sándor. Nyelvészeti elgondolásaira Nyikolaj Trubeckoj areális nyelvkiegyenlítődési elmélete, a nyelvek oszthatatlan és lassan vagy egyáltalán nem változó alapegységeinek keresése volt a legnagyobb hatással.
1992-ben – nem sokkal utolsó tanulmánykötetének befejezése után – súlyos betegségben hunyt el.

## Munkássága
1981-ben kezdte el magánkiadásban publikálni azokat az őstörténeti dolgozatait, melyek a „neolit forradalommal” összefüggésben teljesen új alapokra helyezték az etnikumok, kultúrák és a nyelvek rokonságának kérdését. Élesen bírálja az „indogermán” és a „finnugor” iskola nézeteit, követelve valamennyi segédtudomány bevonását a magyar és az egyetemes történelem, illetve nyelvészet vizsgálatába. Műveiben kiemelten foglalkozik a sumér kultúrával és nyelvvel. A sumér idiómát az újkőkori, kőrézkori (kalkolitikum) és kora bronzkori Elő-Ázsia legfontosabb dialektusának tartja. Az ősi elő-ázsiai nyelvi koiné, a sumér és más közel-keleti nyelvek hatása – véleménye szerint – a későbbi civilizációkra felmérhetetlen volt.
Kritikája végső soron a Herrenvolk-teóriával közös talajon fogant indogermanisztika és a hangtörvényes nyelvészkedés ellen irányul. Nem hisz benne, hogy az ún. szabályos hangváltozások mindenütt, valamennyi népnél érvényesülnének, és rámutat, hogy ez csak úgy volna lehetséges, ha feltételeznénk egy egyetemes és transzcendens mozgatóerő létezését. A szabályos hangváltozásokkal szemben a nyelvfejlődésben a szemantikai változásokra, az emberi elme kreativitására helyezi a hangsúlyt, és a strukturális nyelvészet módszerével dolgozik. Ebben az összefüggésben bírálja a finnugrisztika módszereit és következtetéseit is. Rámutat az indogermán és a finnugor irány kialakulásának tudománypolitikai kapcsolódásaira.
Következtetéseinek levonásakor az ún. radiokarbon-törésvonal létét nemcsak figyelembe veszi, de kialakulására is magyarázatot ad Jakucs László geológus és Makkay János régész nyomán. „Ezt a fejezetét tanítani kellene, annyira lényeges … A 14C-es eredmények alkalmazásával két ellentmondó iskola keletkezett …Götz László a természettudományos szakember mélyreható vizsgálata után fel tudta tárni az ellentmondás okait…” – olvashatjuk László Gyulától.

## Művei
- Az elő-ázsiai ősnyelv felé – Az európai nyelvtudomány és történelemszemlélet kritikája; szerzői kiadás, Altötting, 1981
- Kettős mértékkel –  A magyar őstörténet-kutatás módszereiről és eredményeiről; szerzői kiadás, Altötting, 1981, Népszava, Bp., 19902
- Boncold csak, nyelvész – A finnugor nyelvtudomány módszerei és eredményei; szerzői kiadás, Bécs, 1982
- A szumér kérdés – Régészeti, etnogenetikai, nyelvfejlődési és kutatástörténeti elemzés; szerzői kiadás, Bécs, 1984
- Az urali-finnugor nyelvek genetikus nyelvcsaládi elméletének ellentmondásairól; Püski, Bp., 1994 (a Keleten kél a Nap c. egyesített kiadás részeként)
- Keleten kél a Nap – Kultúránk a történelmi ősidőkből I–II.; Püski, Bp., 1994 (az öt kötet egyben)

## Külső hivatkozások
- Könyvismertető
- Marácz László: A finnugor elmélet tarthatatlansága nyelvészeti szempontból
- Götz László linkgyűjtemény

1. 1 2  PIM-névtér. (Hozzáférés: 2020. június 18.)